# Friedrich Schnelle
Friedrich Schnelle (* 22. Oktober 1881 in Bevensen; † 4. März 1966 in Taetendorf) war ein deutscher Jurist. Von 1933 bis 1946 war er Präsident des Landeskirchenamts Hannover der Evangelisch-lutherischen Landeskirche Hannovers.

## Leben
1908 begann Friedrich Schnelle ein Jurastudium und schloss 1915 seine Große Juristische Staatsprüfung ab. Nach dem Kriegsdienst war er stellvertretender Amtsrichter in Peine und Staatsanwalt in Lüneburg. 1924 trat Schnelle in den Kirchendienst ein und wurde Oberkonsistorialrat im Landeskonsistorium. Ab November 1924 war er Oberlandeskirchenrat im neu gebildeten Landeskirchenamt Hannover der Landeskirche Hannover. Von 1929 bis 1933 Finanzdirektor ebenda. 1933 wurde er Präsident des Landeskirchenamtes Hannover. Von 1933 bis 1936 war er zudem Vorsitzender der Finanzabteilung des Landeskirchenamtes. Am 1. September 1945 wurde er in den Wartestand versetzt. Mit dem 1. November 1946 ging er in den endgültigen Ruhestand.

## Weitere Ämter
- 1931 bis 1953: Rechtskundiger Konventuale im Konvent im Kloster Loccum
- Senatsmitglied Lutherakademie Sondershausen